# Saint-Julien-sur-Sarthe
Saint-Julien-sur-Sarthe ist eine französische Gemeinde im Département Orne in der Normandie. Sie gehört zum Arrondissement Alençon und zum Kanton Écouves.
Die Gemeinde Saint-Julien-sur-Sarthe liegt an der oberen Sarthe, etwa 20 Kilometer nordöstlich von Alençon. Sie grenzt im Nordwesten an Saint-Léger-sur-Sarthe, im Norden an Le Mêle-sur-Sarthe, im Nordosten an Buré, im Osten an Saint-Quentin-de-Blavou, im Südosten an Pervenchères, im Süden an Vidai und im Südwesten an Barville.

## Bevölkerungsentwicklung
| Jahr      | 1962 | 1968 | 1975 | 1982 | 1990 | 1999 | 2008 | 2018 |
| --------- | ---- | ---- | ---- | ---- | ---- | ---- | ---- | ---- |
| Einwohner | 732  | 687  | 678  | 584  | 581  | 603  | 661  | 677  |